# Turnista
Il turnista (detto anche musicista di studio, session player, session man o sideman) è un musicista convocato per suonare in studio di registrazione per un preciso progetto musicale oppure in appoggio a un artista o gruppo musicale di cui non è un membro stabile. Si tratta in genere di professionisti ben accreditati e virtuosi dello strumento, cui è richiesto un alto grado di adattabilità per quello che riguarda lo stile, la lettura dello spartito e il repertorio, per potersi rapidamente adattare all'ambito in cui si devono inserire.

## Storia
Può essere richiesto sia per l'esecuzione, in fase di incisione, di una o più parti su brani musicali o colonne sonore dove sia necessaria la sua performance, oppure per accompagnare un artista o gruppo durante un concerto o un'intera tournée. Il nome "turnista", deriva appunto da tournée o da turno, intendendo con questo il turno di presenza nello studio di registrazione, pronti a eseguire le musiche di volta in volta proposte.
Molti sidemen hanno una notorietà personale e sono particolarmente ricercati e alcuni finiscono per diventare leader di un gruppo musicale proprio: ad esempio, John Lennon, Paul McCartney, George Harrison, e Pete Best furono sidemen di Tony Sheridan prima di diventare famosi con i Beatles. Gli stessi Beatles si avvalsero a loro volta di diversi musicisti "esterni al gruppo" durante la loro carriera: tra gli altri fu famoso ad esempio Billy Preston, nell'ultimo periodo.
A volte alcuni affermati sessionmen hanno dato vita a vere e proprie band: è il caso dei Toto e degli Spin 1ne 2wo, mentre in Italia si possono ricordare gli Stadio (per Lucio Dalla, Ron, Francesco De Gregori e altri), la Steve Rogers Band (per Vasco Rossi) o gli O.R.O. (per Marco Masini, Umberto Tozzi, Raf).
Alcuni musicisti talvolta hanno abbandonato temporaneamente i propri gruppi o la loro attività da solista per fare da sidemen ad altri; è il caso ad esempio di Eric Clapton e di Mark Knopfler, artisti che vantano numerose collaborazioni esterne. La figura del sideman è forse più diffusa nel jazz che in altri generi essenzialmente per la natura fluida delle formazioni jazzistiche che si esibiscono dal vivo: là dove la presenza di musicisti esterni è prevalentemente richiesta in studio, prevale la figura simile, ma più oscura, del turnista (o session man). Rick Wakeman, prima di diventare tastierista degli Yes, è stato turnista - racconta spesso lui stesso durante spettacoli e interviste - per Cat Stevens e David Bowie.

## Alcuni turnisti famosi
- Jason White, chitarrista
- Jeff Porcaro, batterista
- Don Airey, tastierista
- Duane Allman, chitarrista
- Ellade Bandini, batterista
- Bruno Bergonzi, batterista
- Lele Melotti, batterista
- Gianni Bedori, sassofonista
- Larry Carlton, chitarrista jazz/fusion
- Eric Clapton, chitarrista blues/rock
- Sonny Clark, pianista hard bop
- Vinnie Colaiuta, batterista
- Gavin Harrison, batterista
- Miles Davis, trombettista jazz
- Tullio De Piscopo, batterista
- Steve DiGiorgio, bassista
- Johnny Dodds, clarinettista jazz
- Bill Evans, pianista jazz
- Steve Ferrone, batterista
- Steve Gadd, batterista
- David Gilmour, chitarrista
- Mick Jones, chitarrista
- Mark Knopfler, chitarrista
- Bradley Joseph, tastierista
- Chuck Leavell, tastierista
- Steve Lukather, chitarrista rock e jazz/fusion
- Monk Montgomery, bassista
- Morgan Nicholls, polistrumentista
- Jimmy Page, chitarrista blues/rock
- Pino Palladino, bassista
- Phil Palmer, chitarrista
- Pino Presti, bassista
- Pat Smear, chitarrista
- Chris Stainton, tastierista
- Daryl Stuermer, chitarrista per i Genesis
- Ian Thomas, batterista
- Chester Thompson, batterista
- Fred Wesley, trombonista jazz e funk
- Phil Woods, alto sassofonista e clarinettista jazz
- Hans Zimmer, tastierista e compositore